# Frank Christian Marx
 (avril 2024).
Si vous disposez d'ouvrages ou d'articles de référence ou si vous connaissez des sites web de qualité traitant du thème abordé ici, merci de compléter l'article en donnant les références utiles à sa vérifiabilité et en les liant à la section « Notes et références ».
Pour les articles homonymes, voir Marx.
Frank Christian Marx (né en 1977 à Trèves) est un acteur et producteur allemand.

## Biographie
Frank Christian Marx passe sa jeunesse à Trèves et monte sur les planches pour la première fois en 1998 dans le cadre d'un club théâtral de jeunesse au théâtre de Trèves. Après plusieurs spectacles de jeunesse, il joue dans la comédie musicale Black Rider. Pendant ses études de théâtre à Stuttgart, il prend part à diverses productions de la Württembergische Landesbühne Esslingen et à Stuttgart. Ensuite, il emménage à Berlin et produit au Saalbau Neukölln un thriller intitulé Aufs Äusserste, dont il joue le rôle principal.
Après des petits rôles dans des courts métrages, il joue son premier rôle dans un long métrage indépendant, Somebody got murdered, dirigé par Tor Iben. Ce film remporte le prix du meilleur film du festival CinegailesAST de Gijon. 
On le retrouve aussi dans Frau Böhm sagt Nein sur la Westdeutscher Rundfunk avec Senta Berger et dans la série Alerte Cobra, puis sur la chaîne RTL dans Geister all inclusive aux côtés d'Annette Frier et Verena Zimmermann. En février 2010, il joue avec la star indienne Shah Rukh Khan en Inde dans Don – The King is back. 
Marx fonde en 2011 sa propre société de production, Ente Kross Film. Le premier film qu'il co-produit est Männer zum Knutschen, où il joue l'un des rôles principaux et collabore au scénario avec André Marc Schneider. En 2013, il produit un court métrage à thème politique, Das Phallometer, qui remporte le prix du festival international du film de Hof. On le voit ensuite dans un court métrage d'horreur qu'il produit, You killed me first de Robert Hasfogel, avec qui il avait collaboré pour Männer zum Knutschen.

## Filmographie
Acteur
- 2005 : Ein Hund zwei Koffer und die ganz große Liebe
- 2006 : Sa Mère
- 2008 : Somebody got murdered
- 2008 : Half Past Ten
- 2009 : Alerte Cobra – Cyberstorm
- 2009 : Frau Böhm sagt Nein
- 2011 : Don – The King is back
- 2012 : Männer zum Knutschen

Producteur
- 2012 : Männer zum Knutschen
- 2013 : Das Phallometer ou Welcome To Our Republic